# Чаушеску, Марин
Марин Чаушеску (2 февраля 1916  — 28 декабря 1989) — румынский экономист и дипломат, старший брат президента коммунистической Румынии Николае Чаушеску.

## Биография
Родился в 1916 году в Скорничешти, жудец Олт, сын Андруцэ и Ликсандры Чаушеску. После окончания 4 классов школы он решил не продолжать учебу, а вместо этого помогать родителям с работой на ферме. В 1935 году вступил в Румынскую коммунистическую партию. Позднее он окончил Академию экономических исследований в Бухаресте. Начиная с 1974 года Чаушеску возглавлял Румынское экономическое агентство в Вене. Считалось, что он был посредником, через которого Николае переводил миллионы долларов США на счета в швейцарских банках. Он был найден повешенным в подвале посольства Румынии в Вене через три дня после того, как его брат был казнён во время румынской революции 1989 года. Полиция признала смерть самоубийством.